# Délit d'initié
 (octobre 2022).
Un délit d'initié est un délit de marché que commet délibérément un investisseur en valeurs mobilières en utilisant des informations sensibles qui sont de nature confidentielle et dont ne disposent pas les autres investisseurs. La communication ou l'utilisation d'informations privilégiées susceptibles d'avoir un impact sur la tenue du cours de bourse peut permettre des gains illicites lors de transactions boursières. 
La dissémination à des fins d'enrichissement (ou non) de ces informations est interdite par les autorités de contrôle des marchés financiers, moralement répréhensible (avantage par rapport aux autres investisseurs non avertis), et donc pénalement condamnable dans le cadre du droit boursier répressif. Il faut cependant noter que le raisonnement, aussi confidentiel soit-il, découlant de l'analyse fine d'informations publiques conduisant à se faire une opinion sur l'avenir d'une entreprise cotée n'est évidemment pas un délit d'initié.
Il est dit d'une personne qu'elle est initiée si, en vertu de ses fonctions de direction d'une entreprise cotée en bourse, ou si, dans l'exercice de ses fonctions (quelles qu'elles soient), elle est amenée à détenir des informations confidentielles pouvant avoir une influence sur la tenue de valeurs mobilières. Il est aussi nécessaire de faire preuve de discernement : une confidence sur le choix de la couleur des peintures du hall d'entrée du siège n'est pas constitutive d'un délit d'initié. Ce domaine est donc délicat et requiert du bon sens, il convient de s'imposer, comme règle de conduite, la prudence lors de la dissémination d'informations relatives à des entreprises cotées.

## Histoire
L'une des plus anciennes affaires de délit d'initié remonte au naufrage du Titanic le 14 avril 1912 lors de l'entrée en bourse de la société britannique Marconi, qui s'effectua dans des conditions controversées. L'introduction en bourse eut lieu à 3,5 livres sterling l'action, soit trois fois le prix proposé dix jours plus tôt, le naufrage du Titanic s'étant produit entre-temps et ayant démontré l'importance de la télégraphie pour l'organisation des sauvetages. L'action grimpa à 4 livres sterling dès les premiers échanges, avant de retomber brutalement quelques semaines plus tard à seulement 2 livres sterling. Plusieurs courtiers furent soupçonnés de manipulation de cours. Il fut également découvert que Rufus Isaacs, ministre de la Justice du gouvernement d'Herbert Asquith, avait revendu 7 000 actions à un prix double de celui auquel il les avait achetées deux jours plus tôt, tout comme deux autres ministres du gouvernement, eux aussi accusés d'avoir participé à cette affaire, dont le Premier ministre Lloyd George.  
Le ministre de la Justice était le frère de Godfrey Isaacs, directeur général puis président de Marconi, nommé à la tête de cette entreprise sans aucune expérience dans la télégraphie, qui venait de remporter un important contrat public pour fourniture des équipements pour construire une chaîne de station de radio dans tout l'empire britannique.

## Droit canadien
En droit pénal canadien, le délit d'initié est interdit par l'article 382.1 du Code criminel.
Le droit des valeurs mobilières canadien est de compétence provinciale. Par conséquent, chaque province peut édicter des règles pour la responsabilité civile en matière de délit d'initiés. 
Au Québec, les règles fondamentales en matière de délit d'initié sont prévues aux articles 187 et 188 de la Loi sur les valeurs mobilières.

## Droit français
En droit français, le Code monétaire et financier réglemente le délit d'initié en disposant que l'initié qui aura réalisé ou permis de réaliser sur le marché boursier, directement ou par personne interposée, une opération avant que le public ait connaissance des informations privilégiées, commet un délit.
La doctrine les qualifie d'initiés de droit, internes ou par nature. Ce sont en fait les dirigeants sociaux, le président, les directeurs généraux, les membres du directoire ou toute personne ayant la qualité d'administrateur ou membre du conseil de surveillance. Ils sont frappés par la loi d'interdiction d'opérer sur le marché boursier en raison des fonctions qu'ils exercent où il y a une présomption d'initiation irréfragable concernant les titres des sociétés qu'ils dirigent et concernant les titres d'autres entreprises appelées à traiter avec la société qu'ils dirigent. Est réputé initié quiconque dispose d'information privilégiée dans le cadre de l'exercice de sa profession. L'initié ne voit peser sur lui aucune présomption irréfragable ou simple : il faut démontrer sa qualité d'initié indirect, le juge répressif devra constater que l'information privilégiée a été acquise à titre professionnel.
L'information doit porter sur les perspectives d'évolution ou sur la situation d'un émetteur de titre, sur les perspectives de valeurs mobilières ou sur un contrat négociable. En principe, dans le cadre d'une information protégée, ce sont tous les éléments d'ordre interne qui touchent les éléments de la société. Ce sont, par exemple, les résultats commerciaux ou financiers de cette société, la perspective d'une banqueroute ou d'une faillite frauduleuse ou au contraire d'un enrichissement certain. Elle doit être privilégiée, c'est-à-dire obtenue en raison d'une situation d'inégalité entre l'auteur du délit et le public. Le privilège consiste ainsi à détenir des informations déterminantes avant que le grand public en ait connaissance ; il réside dans l'antériorité de la connaissance et par le nombre de ceux qui partagent l'information.
L'infraction est passible d'une peine d'emprisonnement de cinq ans et d'une amende de 100 millions d'euros calculée à partir du profit réalisé par l’initié, et elle peut porter sur un chiffre décuple du montant de profit éventuellement réalisé. Il est à noter que l'amende ne peut être inférieure au profit réalisé. La tentative est prévue au II de l'article L 465-1 du code monétaire et financier.
C'est le tribunal judiciaire de Paris qui reçoit compétence pour la poursuite, l'instruction et le jugement des délits en question.

## Droit de l'Union européenne
Le délit d'initié fait partie des situations couvertes par la directive européenne sur les abus de marché. 

## Exemples d'affaires concernant le délit d'initié
- Jeffrey Skilling, ex-PDG de l'entreprise Enron (courtier en énergie), a été condamné le 23 octobre 2006 à 24 ans et 4 mois de prison pour ce type de fraude. « L'initié » ayant, en effet, encouragé ses salariés à acheter des actions Enron (vendant les siennes au même moment), avant l'annonce quinze jours plus tard d'un bilan catastrophique de son entreprise, faisant chuter inexorablement le cours de l'action et engendrant d'énormes pertes pour les petits actionnaires. Ce délit couvrait de plus une série de manipulations de marché et de déclarations comptables frauduleuses qui ont mené l'entreprise à la faillite. Le retentissement de cette affaire a entraîné le vote aux États-Unis de la loi Sarbanes-Oxley imposant aux PDG d'entreprises de certifier personnellement la validité des comptes financiers de leur entreprise et leur concordance avec les résultats d'exploitation.

- Autre exemple célèbre, en France : l'affaire Pechiney-Triangle.
- Aux États-Unis, l'une des plus grosses sanctions a été prononcée contre Michael Milken à la suite de ses interventions sur le marché des junk bonds.

### Film
- Effets secondaires de Steven Soderbergh sortie en 2013
- Erreur de la banque en votre faveur de Michel Munz et Gérard Bitton, sorti en 2009